# Какаштла

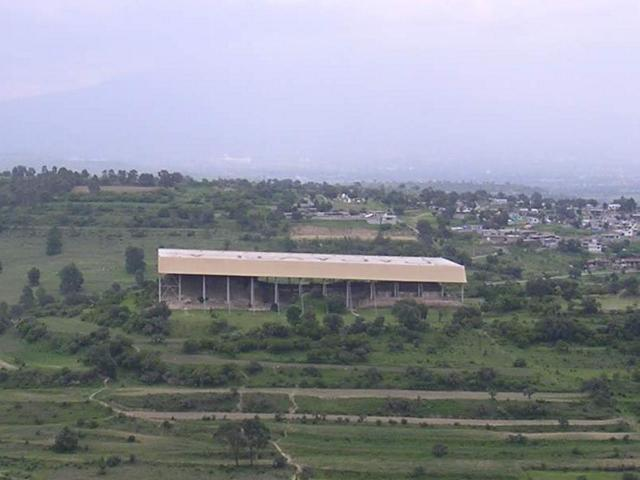
El Gran Basamento, захищений металевим дахом

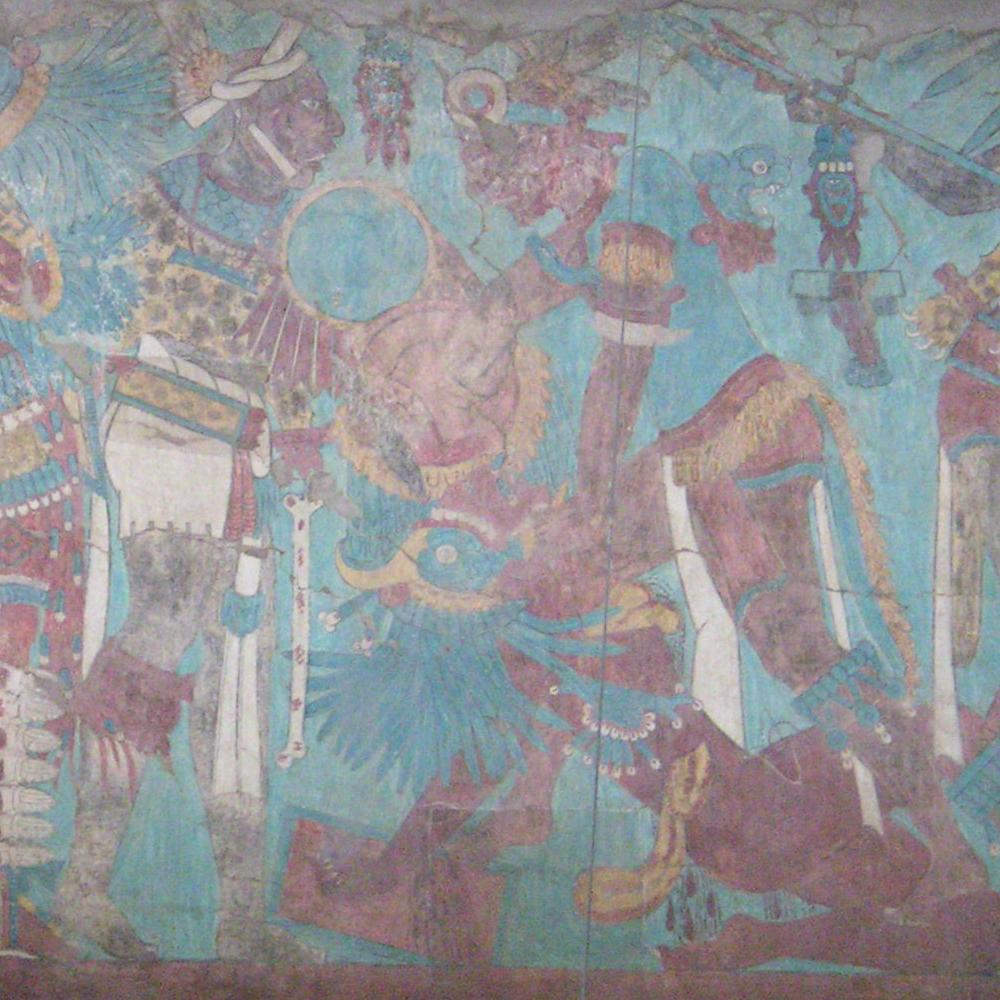
Деталь настінного розпису: битва.

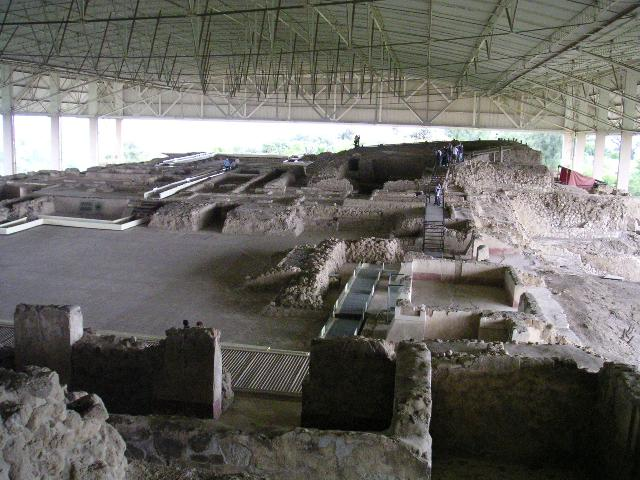
Вид на Gran Basamento.

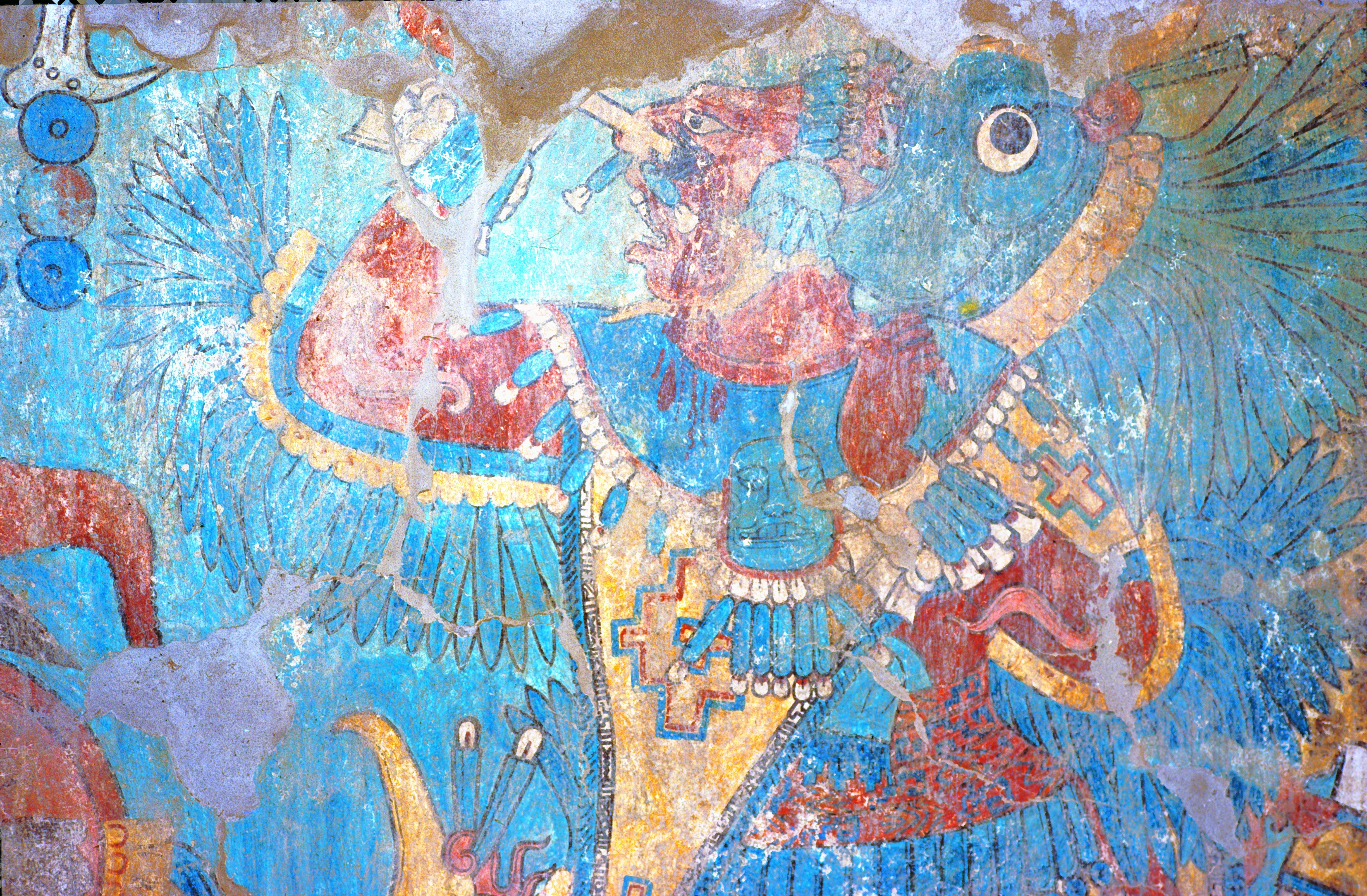
Деталь настінного розпису: битва.

Какаштла (Cacaxtla) — зона археологічних розкопок на півдні мексиканського штату Тлашкала в муніципалітеті Натівітас. Набула популярності завдяки добре збереженим настінним зображенням культури мая. Місто, що існував на цьому місці, досягло розквіту в епікласичний період месоамериканської історії. За 1 км від Какаштли росташоване городище Шочитекатль.

## Історія до конкісти
Вважається, що Какаштла була столицею держави Ольмека-шикаланка. Місто виникло близько 4-5 ст. н. е. Чи пов'язані його творці з культурою ольмеків, чи назва стосувалася території, а не етнічного походження творців міста, досі невідомо. Про культуру Ольмека-шикаланка майже нічого не відомо; термін вперше використав історик і хроніст Дієго Муньйос Камарго в кінці XVI століття, коли писав, що Какаштла була головним містом «ольмеків» (народ, відомий сучасним історикам під назвою «ольмеки», зник за 800 років до виникнення міста, в IV ст. до н. е.).
Після падіння розташованого поруч міста Чолула близько 600 року, у війні з яким брала участь і Какаштла, місто перетворилося на центр влади в навколишньому регіоні долини Пуебла-Тлашкала. Близько 900 року місто починає занепадати і до 1000 року остаточно покинуте.

## Сучасна історія
Місто знову відкрили 1975 року селяни селища Сан-Мігель-дель-Мілагро, які, обробляючи землю, виявили стародавню стіну, на якій було зображено обличчя персонажа, нині відомого як «Людина-Птах», і повідомили про знахідку владі. Місто відразу ж привернуло увагу археологів.
21 травня 2007 року близько 800 м2 площі руїн було повністю зруйновано і ще 800 зазнали збитків унаслідок сильного граду, тому влада закрила доступ до руїн аж до нового розпорядження.

## Місто
Центр міста Какаштла — Gran Basamento, довжиною 200 метрів і заввишки 25 метрів. Це платформа природного походження, що забезпечує хорошу оборонну позицію і огляд навколишніх земель. На цій платформі розташовувалися основні релігійні і цивільні споруди міста, а також житла жерців. В околицях платформи зустрічаються інші піраміди меншого розміру і основи храмів.
Оскільки головний комплекс будівель Какаштли не розкопували до 1980-х років, багато кольорових малюнків на стінах збереглися і доступні для огляду відвідувачами. Багато настінних зображень поєднують символіку Мексиканського плато зі впливом культури мая, що робить Какаштлу унікальною в цьому відношенні.